# Floro Anastasio Latorre
Floro Anastasio Latorre fue un militar argentino que participó de las Campañas previas a la Conquista del Desierto, de los últimos episodios de las guerras civiles argentinas y de la Conquista del Chaco.

## Biografía
Floro Anastasio Latorre nació en la ciudad de Buenos Aires en 1836. 
Ingresó en el Ejército Argentino y en 1857 obtuvo despachos de alférez del 1.º Escuadrón del Regimiento de Húsares de la Patria.
Hizo la campaña a las Salinas Grandes (1858) a las órdenes del coronel Nicolás Granada y participó de los combates de Pigüe en febrero de 1858 contra los indios de Calfucurá.
Ascendió hasta teniente y en 1870 ingresó en la policía de Buenos Aires como oficial, en cuyo cargo le tocó detener a los autores del atentado contra el presidente Domingo Faustino Sarmiento del 23 de agosto de 1873.
Por esa acción fue ascendido a comisario al año siguiente siendo promovido a Jefe del Cuerpo de Bomberos el 1 de octubre de 1879.
Durante los sucesos que desembocarían en la revolución de 1880, apoyó al gobierno de la provincia de Buenos Aires encabezado por Carlos Tejedor. 
Al estallar la revolución en junio de 1880, con el grado de teniente coronel mandó el 5.º Batallón de Bomberos de Policía de Buenos Aires, compuesto de 282 hombres (2 jefes, 13 oficiales, 267 de tropa), integrado al regimiento N° 4 de Infantería de Policía Vigilantes bajo el mando del comisario Ireneo Miguens.
A las órdenes del coronel José Inocencio Arias peleó en las batallas de Puente Alsina y los Corrales.
Fracasado el movimiento, renunció a la policía el 15 de octubre de 1881 y se reintegró al ejército con el grado de teniente coronel de Guardia Nacionales haciendo la campaña del Chaco como ayudante del general Benjamín Victorica en 1884.
Durante la Revolución del Parque en 1890 permaneció leal a las autoridades nacionales y fue promovido a coronel por su comportamiento en defensa del gobierno.
Retirado del servicio en 1903, falleció en Buenos Aires el 11 de septiembre de 1911.